# Mia Carlsson (Fußballspielerin)
Mia Matilda Carlsson (* 12. März 1990 in Skånes-Fagerhult) ist eine schwedische ehemalige Fußballspielerin, die von 2009 bis 2023 für Kristianstads DFF in der Damallsvenskan und zwischen 2017 und 2019 elfmal für die schwedische Fußballnationalmannschaft der Frauen spielte.

## Werdegang

### Vereine
Carlsson spielte seit 2009 für Kristianstads DFF in der Damallsvenskan. Die besten Platzierungen wurden in dieser Zeit mit Platz 3 in der Saison 2020 und 2021 erreicht. Nach diesen Platzierungen nahm sie mit Kristianstad an der Qualifikation zur UEFA Women’s Champions League teil, scheiterte in beiden Fällen aber im Platzierungsweg. Zweimal – im August 2014 und Mai 2019 – gelang der Einzug ins Pokalfinale, das jeweils mit 1:2 gegen Linköpings FC bzw. Göteborg FC verloren wurde.
Nach Ende der Saison 2023 beendete sie ihre Karriere.

### Nationalmannschaften
Carlsson durchlief die schwedischen Juniorinnen-Nationalmannschaften und nahm mit der U-20-Mannschaft an der U-20-Fußball-Weltmeisterschaft der Frauen 2010 in Deutschland teil. Sie spielte in allen Spielen über die volle Distanz und schied mit ihrer Mannschaft im Viertelfinale gegen Kolumbien aus. Es dauerte dann bis zum November 2014 zu ihrem ersten Einsatz in der A-Nationalmannschaft, den sie bei einer 0:1-Niederlage gegen Kanada hatte. Bei dem Spiel ohne Zuschauer wurde sie in der 63. Minute eingewechselt. Zwei Tage später stand sie gegen den gleichen Gegner in der Startelf, wurde aber in der 62. Minute beim Stand von 1:0 ausgewechselt. Elf Minuten später konnten die Kanadierinnen noch ausgleichen. Auch im ersten Spiel des Jahres 2015 gegen Norwegen stand sie in der Startelf, wurde dann aber beim Stand von 0:2 zur zweiten Halbzeit ausgewechselt. Danach konnten ihre Mitspielerinnen das Spiel drehen und mit 3:2 gewinnen. Danach musste sie bis zum September 2017 auf ihren nächsten Einsatz warten. Im ersten Spiel der Qualifikation für die WM 2019 gegen Kroatien spielte sie dann auch erstmals über 90 Minuten. In den beiden letzten Spielen 2017 wurde sie je einmal aus- und eingewechselt. Beim gewonnenen Algarve-Cup 2018 wurde sie zweimal ein- und einmal ausgewechselt. Dies blieben dann aber 2018 ihre einzigen Länderspiele und erst beim Algarve-Cup 2019 hatte sie wieder einen Einsatz. Für die WM 2019 wurde sie nicht nominiert.

## Erfolge
- 2018: Algarve-Cup-Sieg (zusammen mit den Niederlanden[2])